# آتول (کنتاکی)
آتول (به انگلیسی: Athol) یک منطقهٔ مسکونی در ایالات متحده آمریکا است که در شهرستان لی، کنتاکی واقع شده‌است. آتول ۲۳۱٫۹۶ متر بالاتر از سطح دریا واقع شده‌است.